# Youssef Ayati
Youssef Ayatti est un footballeur marocain né le 1er janvier 1984 au Maroc. Il évolue au poste de milieu de terrain au Kawkab de Marrakech.

## Biographie
Youssef commença sa carrière de footballeur en 2009 avec le club du Difaâ d'El Jadida jusqu'en 2010 avec lequel il ne joua seulement que cinq matchs.
Il est ensuite transféré au club rifain du Chabab Rif Al Hoceima qui venait juste d'être promu à l'issue de la saison 2009-2010 du championnat du Maroc de deuxième division. Ayati a joué durant la saison plus de 18 matchs ou il a marqué deux buts.
Après une saison au Chabab Rif Al Hoceima, il quitte celui-ci en été pour rejoindre le Maghreb de Fès, celui-ci a été vice-champion lors de la saison dernière. Durant les matchs de préparations, il participe au Tournoi Ahmed Antifi de football 2011 qui a été remporté par son équipes, puis la même année son équipe remporte la coupe du Trône ainsi que la Coupe de la confédération. Le 25 février, il remporte la supercoupe de la CAF face aux tunisiens après des tirs au but.

## Palmarès
Maghreb de Fès :
- Championnat du Maroc
  - Vice-Champion : 2011
- Tournoi Antifi
  - Vainqueur en 2011
- Coupe de la confédération
  - Vainqueur en  2011
- Coupe du trône
  - Vainqueur : 2011
  - Finaliste : 2010
- Supercoupe de la CAF
  - Vainqueur : 2012